# Heilige Geestklooster (Steyl)
Het Heilige Geestklooster (Duits: Heilig-Geist-Kloster), ook Klooster van de Slotzusters van Steyl, is een klooster van oorspronkelijk Duitstalige slotzusters in het kloosterdorp Steyl in de Nederlandse gemeente Venlo. Het in 1914 gebouwde klooster is het moederhuis van de in 1896 ter plaatse gestichte congregatie Dienaressen van de Heilige Geest van de Altijddurende Aanbidding (Latijn: Servarum Spiritus Sancti de Adoratione Perpetua, afgekort: SSpSAP), meestal aangeduid als "Slotzusters" of "Aanbiddingszusters van Steyl". Het complex ligt aan de rivier de Maas en bestaat uit het eigenlijke klooster, de kloosterkapel en een aantal bijgebouwen, waaronder een kloosterboerderij. Daaromheen ligt een kloostertuin van circa anderhalve hectare. In totaal genieten twaalf onderdelen van het binnen het beschermde dorpsgezicht van Steyl gelegen kloostercomplex bescherming als rijksmonument.

## Geschiedenis
In 1875 werd in Steyl het Missiehuis St. Michaël gesticht door de uit het Duitse Goch afkomstige priester Arnold Janssen. Deze wilde in eerste instantie in eigen land een op de missie gerichte congregatie stichten, maar omdat de Katholieke Kerk destijds door Bismarck werd tegengewerkt (de Kulturkampf), week hij uit naar het naburige Nederlands-Limburg. In 1885 werd hier de Gemeenschap van het Goddelijk Woord (Societas Verbi Divini, SVD) officieel opgericht.
Omdat deze gemeenschap uitsluitend mannelijke missionarissen accepteerde, ontstond de behoefte aan een congregatie voor vrouwelijke missionarissen. In 1889 stichtte Arnold Janssen, samen met Maria Helena Stollenwerk en Hendrina Stenmanns, een congregatie van missiezusters, de Dienaressen van de Heilige Geest ("blauwe zusters"). In 1895 vertrokken de eerste zusters naar de missie om zich in te zetten voor onderwijs, catechese, ondersteuning van het pastoraat en sociaal werk. De eerste moeder-overste van het klooster was Helena Stollenwerk ("Mutter Maria Virgo"), maar deze trok zich in 1898 terug om een meer beschouwend leven te leiden als slotzuster bij de twee jaar eerder opgerichte beschouwelijke tak van de congregatie. Deze Dienaressen van de Heilige Geest van de Altijddurende Aanbidding ("roze zusters"), in 1896 door Arnold Janssen en Adolfine Tönnies ("Mutter Maria Michaele", 1862-1934) opgericht, werd de derde congregatie van de Steyler kloosterfamilie. Adolfine Tönnies ("Mutter Maria Michaele") werd de eerste moeder-overste en stichtte later meerdere kloosters van aanbiddingszusters in onder andere de Verenigde Staten. Arnold Janssen werd in 2003 heilig verklaard.

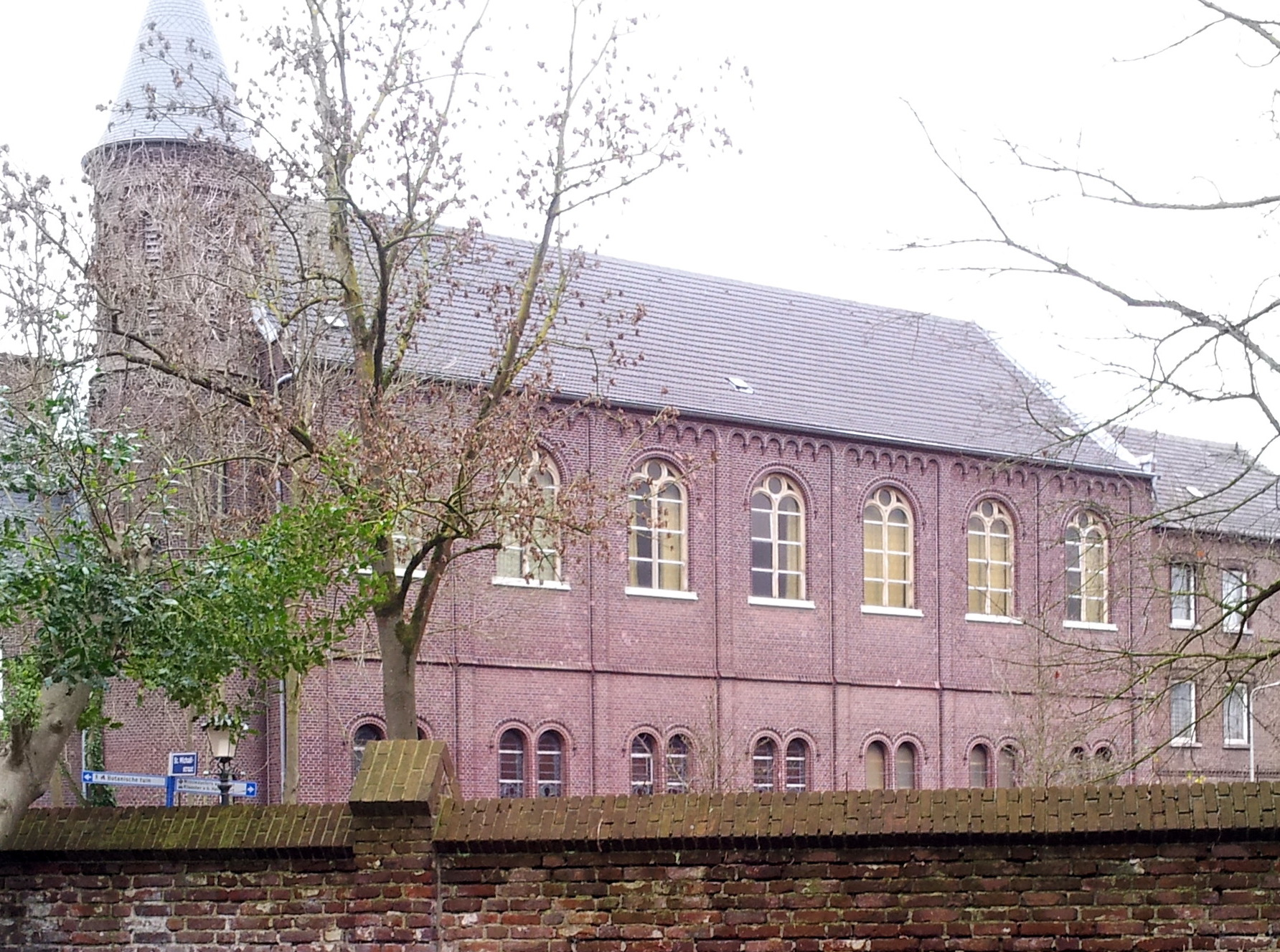
Sint-Gregorkapel

De eerste huisvesting van de missiezusters was een voormalig klooster van Franse kapucijnen. Na enkele jaren verhuisden de zusters naar het voormalige Notre-Dameklooster, op de hoek van de Sint Michaëlstraat en de Veerweg, naast het huidige Missiemuseum Steyl. Hier, in het wijnkopershuis van Mathias Moubis, hadden zich in 1876 augustinessen uit Essen gevestigd. Dezen voegden aan het uit omstreeks 1800 daterende gebouw een kloostervleugel toe. De missiezusters breidden het klooster verder uit en noemden het Sint-Gregorklooster. Hier werd de orde van de aanbiddingszusters opgericht, die een deel van het Sint-Gregorklooster kregen toegewezen. In 1895 kwam de dubbelkapel tot stand, de nog bestaande Sint-Gregorkapel. De benedenkapel was in tweeën gedeeld; het westelijk deel was de kloosterkapel van de blauwe zusters, het oostelijk deel van de roze zusters. In 1904 betrokken beide congregaties een nieuw gebouwd klooster, het Heilig Hartklooster. Het Sint-Gregorklooster werd hierna door de missiepaters overgenomen en verder uitgebreid (later verzorgingshuis Sint-Gregor). De indeling van het nieuwe klooster weerspiegelde het gebruik door twee min of meer gescheiden gemeenschappen. In 1914 ten slotte werd het Heilige Geestklooster opgeleverd, exclusief bedoeld voor de slotzusters. Het Heilig Hartklooster werd daarna nog uitsluitend door de missiezusters bewoond. De congregatie van de slotzusters van Steyl telt wereldwijd ongeveer 375 leden in 22 kloosters. Het Heilige Geestklooster met circa 30 zusters fungeert binnen deze gemeenschap als moederhuis.

## Architectuur
Het Heilige Geestklooster is een carrévormig kloostercomplex uit 1914 van bruinrode baksteen met helrode baksteenaccenten. Het complex bestaat uit een noordoostelijk georiënteerde kloosterkapel met daarop aansluitende kloostervleugels, die min of meer een gesloten vierkant vormen. Het daardoor gevormde binnenplein wordt deels gevuld door de kapel en een vierkante traptoren. De architect is onbekend.

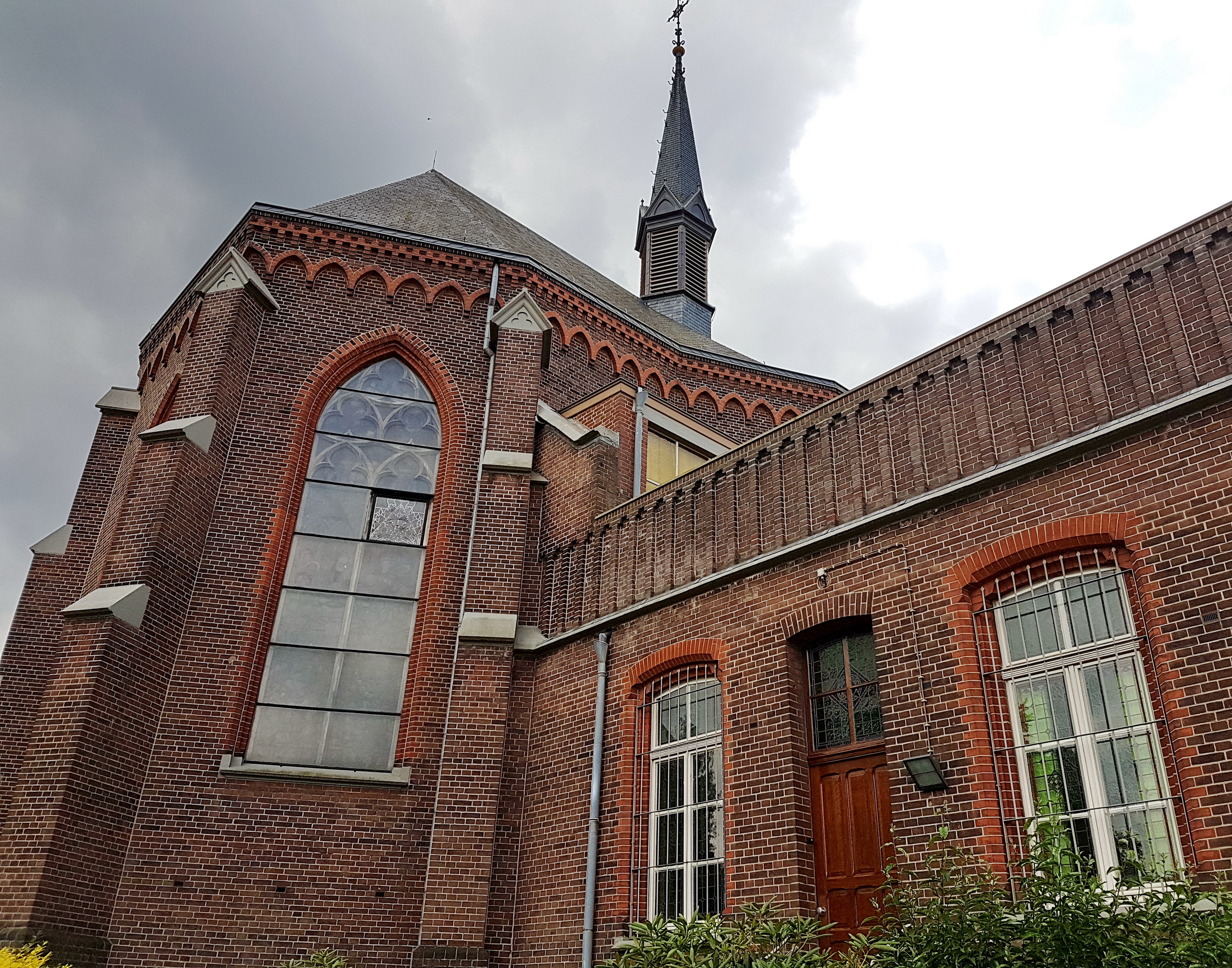
De kapel vanuit het noordoosten

### Kloosterkapel
De kloosterkapel is een eenbeukige neogotische kapel met een door leien gedekt zadeldak. Het schip bestaat uit vier traveeën. Op het dak is een zeskantige dakruiter met een naaldspits geplaatst. De dakconstructie en de gewelven worden gesteund door steunberen, die zich naar boven toe verjongen. Het koor wordt afgesloten door een driezijdige apsis met een schilddak. De kapel telt aan beide zijden van het schip, evenals aan de apsis, drie hoge spitsboogvensters met glas in lood en maaswerk in driepasmotieven. Onder de dakrand zijn spitsboogfriezen aangebracht. Ter linkerzijde van de apsis bevindt zich een in 1968 vernieuwde lichtbeuk; aan de rechterzijde een zijkapel, die gedeeltelijk doorloopt in de aansluitende kloostervleugel.
Ook het interieur van de kapel is neogotisch vormgegeven. De gewelfribben van de kruisribgewelven rusten op langgerekte consoles tegen de zijwanden. Op de gebrandschilderde ramen zijn Bijbelse voorstellingen afgebeeld. In de achterwand van het oksaal bevindt zich een groot roosvenster met glas in lood. De glas-in-loodvensters in de lichtbeuk en de zijkapel dateren uit omstreeks 1968. De houten koorbanken en biechtstoelen dateren uit de bouwtijd en zijn voorzien van houtsnijwerk. De balustrade van de orgeltribune is fraai versierd met vijf panelen met Bijbelse voorstellingen in houtsnijwerk, alsmede twee beelden van musicerende engelen.
In de kloosterkapel zijn vrijwel permanent één of meerdere slotzusters aanwezig, ter aanbidding van het op het altaar uitgestalde Allerheiligste. De zijkapel is toegankelijk voor bezoekers. Een ijzeren hek sluit dit deel af van de eigenlijke kloosterkapel. In het voorportaal is informatie beschikbaar over de congregatie.

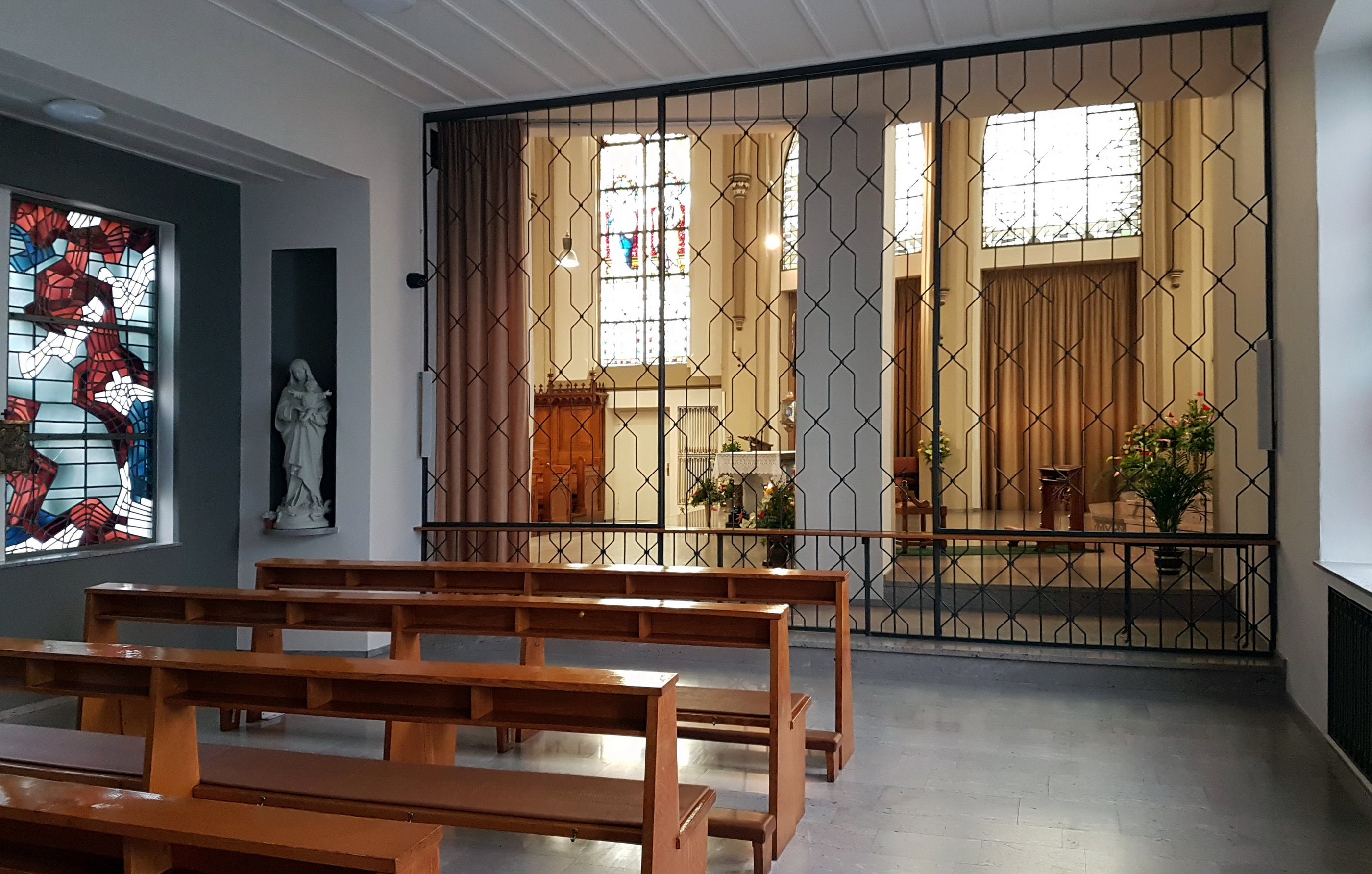
Zijkapel met zicht op slotzusterskapel
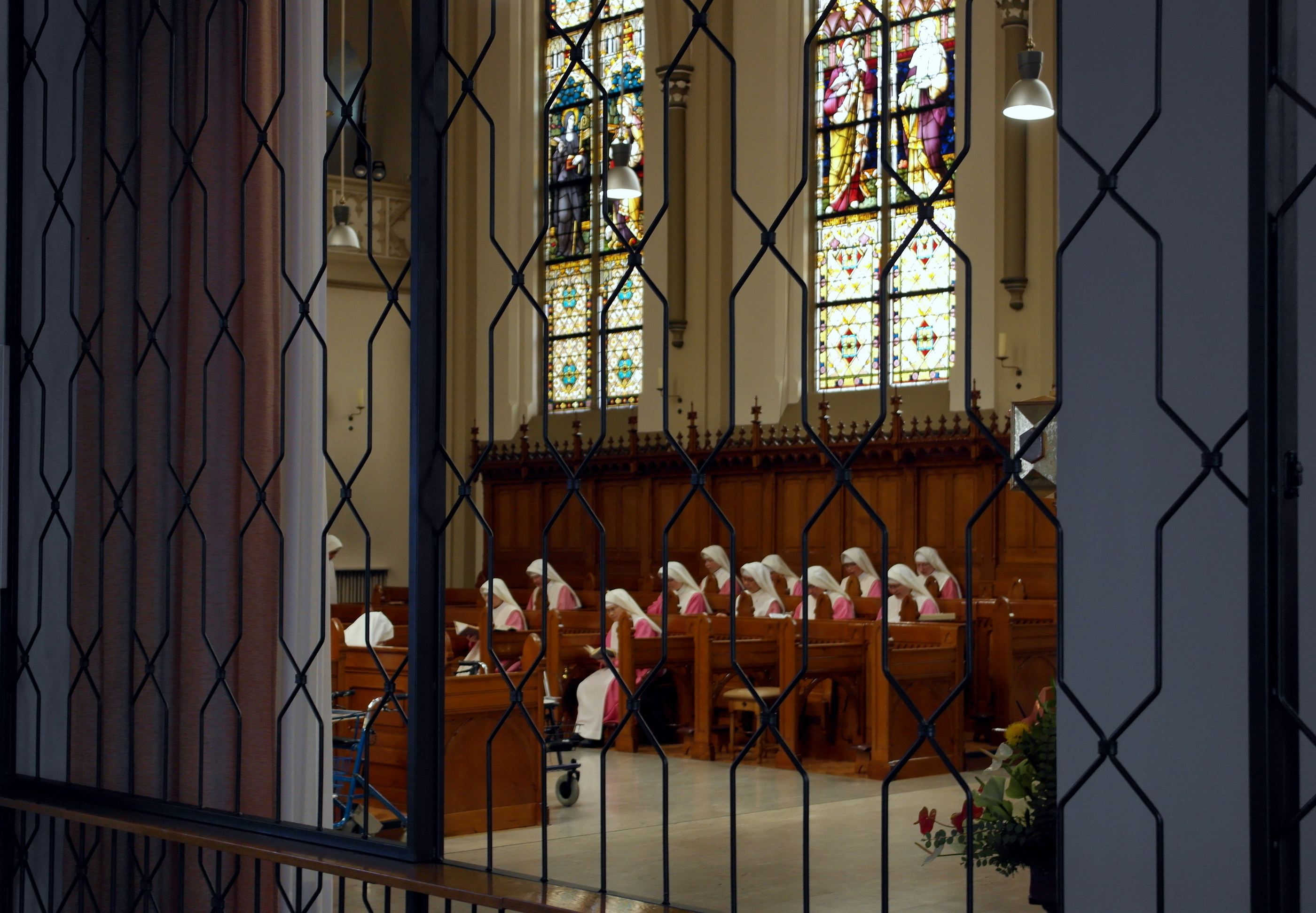
Roze zusters in aanbidding in de slotkapel
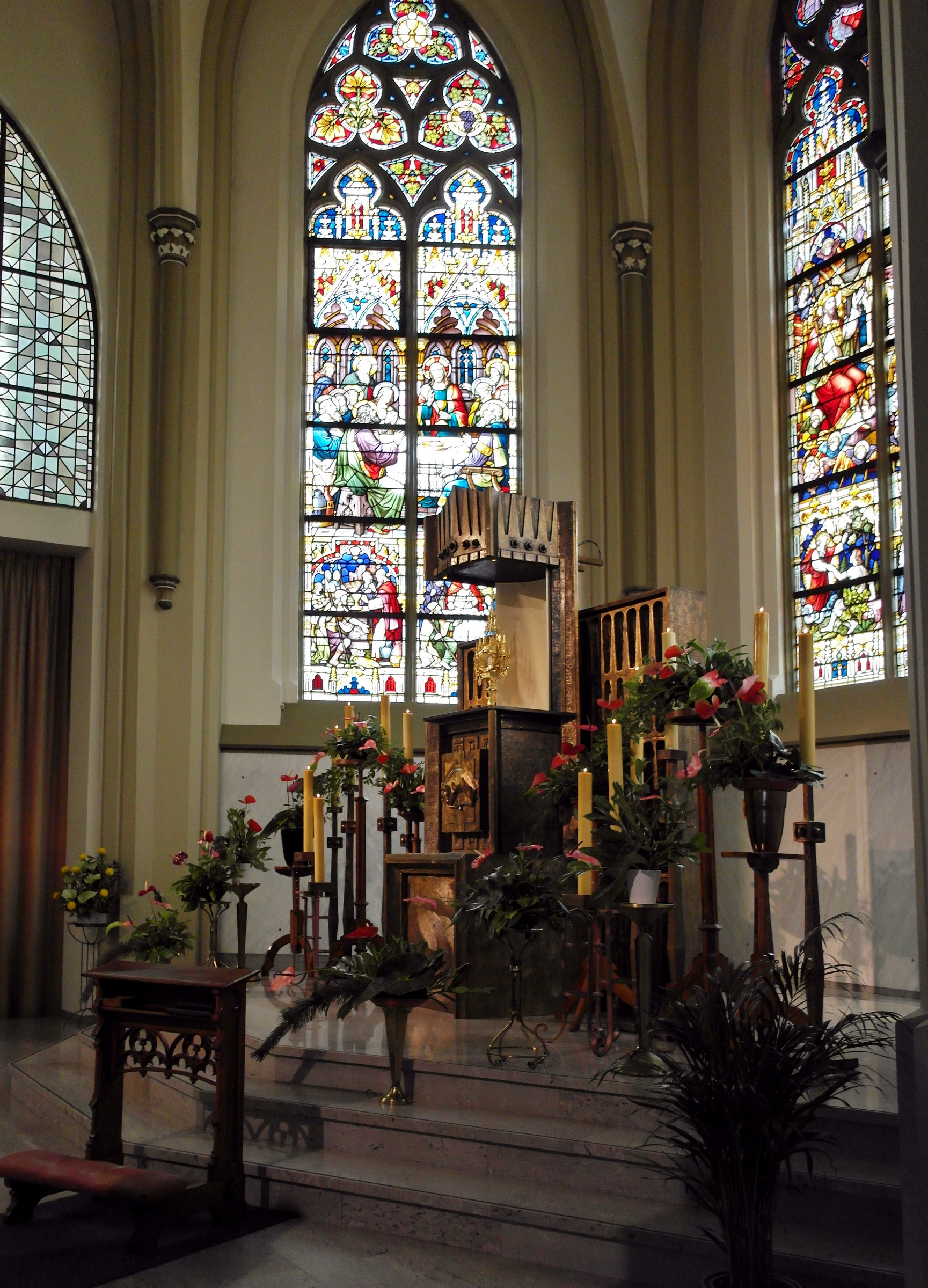
Zicht op het koor en het Allerheiligste
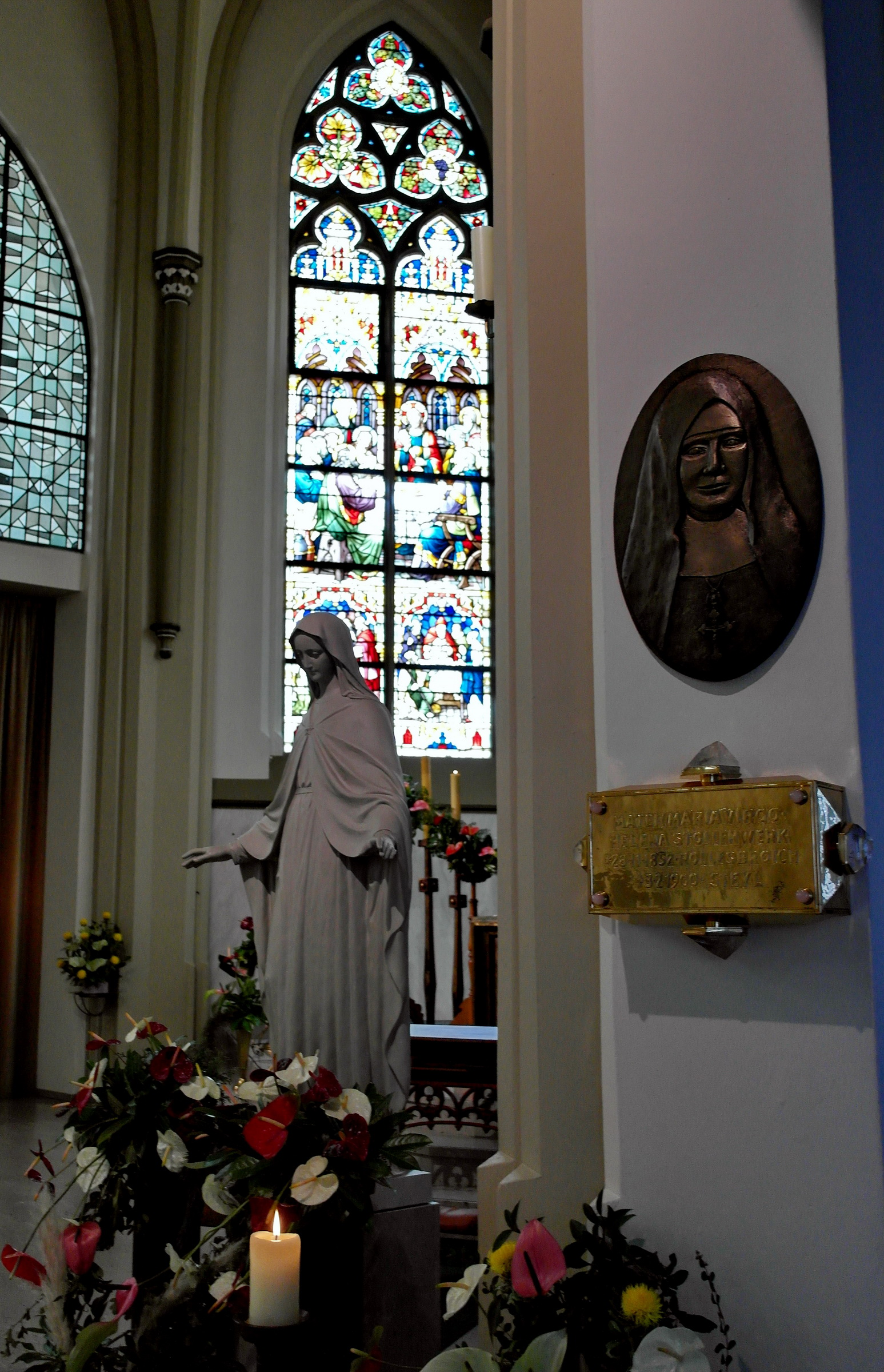
Koor met Mariabeeld en plaquette Helena Stollenwerk

### Kloostervleugels
De kloostervleugels zijn gerangschikt rondom een vierkante kloostergang met een binnentuin. De twee zuidelijke vleugels bestaan uit drie bouwlagen met daaronder een souterrain. De zadel- en schilddaken van dit bouwdeel zijn met leien gedekt. Op het dak van de zuidwestvleugel staat een dakruiter met een luidklok. Het metselwerk onder de dakranden is decoratief. De op de kloosterkapel aansluitende vleugels zijn lager: een of twee bouwlagen met een plat dak, waarvan het naar de Maas gewende deel in gebruik is als dakterras. De muren van de souterrainverdieping zijn omstreeks 1995 (na overstromingen?) deels vernieuwd. De meeste vensters zijn rechthoekig met segmentboogvormige bovenlichten. Een deel van de houten kozijnen is vervangen door kunststof.

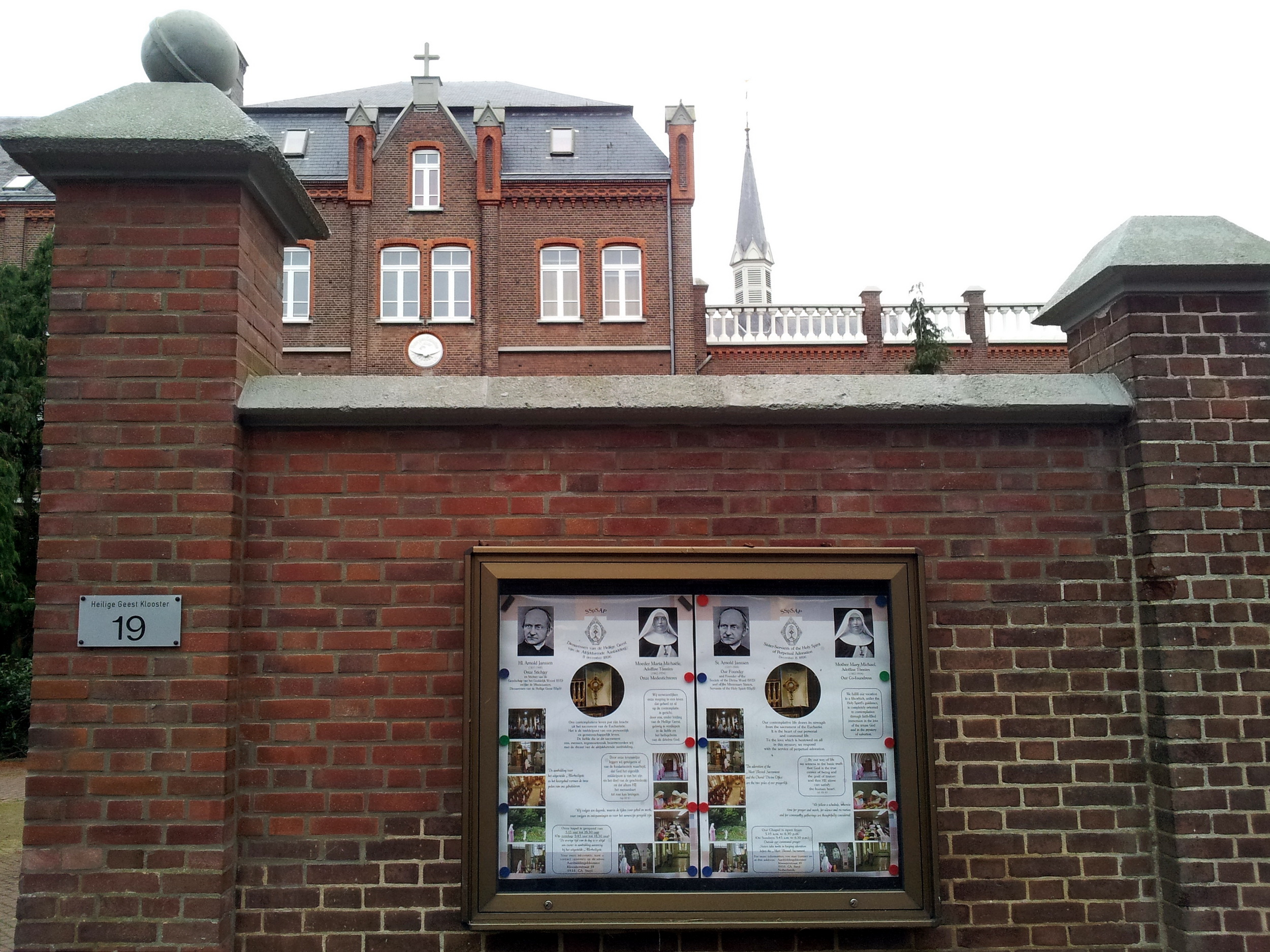
Welkomstbord naast de kloosterpoort

De hoofdingang bevindt zich in het vooruitspringende middendeel van de zuidoostvleugel. Deze gevel wordt door bakstenen lisenen in drieën gedeeld. De vier lisenen eindigen elk in bakstenen kolommen met nissen, die boven de dakrand uitsteken. Hardstenen waterlijsten zorgen voor een horizontale geleding van de gevel, hoewel de waterlijsten in het middendeel ontbreken. De hoofdingang is voorzien van een brede toegangstrap met bakstenen borstweringen. De dubbele deur heeft een spitsboogvormig bovenlicht met glas in lood. Het portaal wordt verder geaccentueerd door een puntgevel bekroond met een natuurstenen kruisbloem, geflankeerd door twee stenen engelen. In het geveldeel boven het ingangsportaal is een wit geschilderd reliëf met een duif (als symbool van de Heilige Geest) geplaatst. Dit geveldeel loopt uit in een tweede puntgevel met een groot stenen kruis.
Het lagere bouwdeel ter rechterzijde van het entreegedeelte vormt tevens de kopgevel van de noordoostvleugel, die aansluit op de kloosterkapel. Het platte dak is voorzien van een balustrade. Het linkerdeel van de gevel aan de Kloosterstraat bestaat uit een smal terugliggend deel en een vooruitspringend hoekdeel. Deze indeling zet zicht voort in de dwars daarop staande zuidwestvleugel, hoewel het terugliggende deel hier breder is. De voorgevel van de noordwestvleugel langs de Maas is in drie geveldelen onder te verdelen: het rechterdeel met drie bouwlagen, het middendeel met twee bouwlagen en het linkerdeel met één bouwlaag. Op de begane grond van het midden- en linkerdeel zijn spitsboogvensters aangebracht (behorend bij de kloostergang), voorzien van bakstenen maaswerk en glas in lood. In het middendeel bevindt zich een dubbele houten toegangsdeur met spitsboogvormig bovenlicht met tracering en glas in lood. De toegangstrap met smeedijzeren leuning is vernieuwd. Op de bovenverdieping bevindt zich een loggia met een open spitsboogarcade en balustrades. Het lage rechterdeel van deze gevel heeft een plat dak met dakterras, voorzien van balustrades.
In het interieur zijn onder meer bewaard gebleven: het trappenhuis met stenen traptreden en smeedijzeren leuningen, de authentieke rode en grijze vloertegels en de houten paneeldeuren. Van het interieur van de kloostergang kunnen genoemd worden: de kruisribgewelven met ribben in baksteen en gestucte tussenvlakken, de authentieke vloertegels en glas-in-loodvensters met onder andere bloemmotieven, een voorstelling van Christus aan het kruis, een duif in een stralenbundel en een portret van Arnoldus Janssen. De glas-in-loodramen zijn afkomstig uit het eigen atelier van de Missionarissen van Steyl.

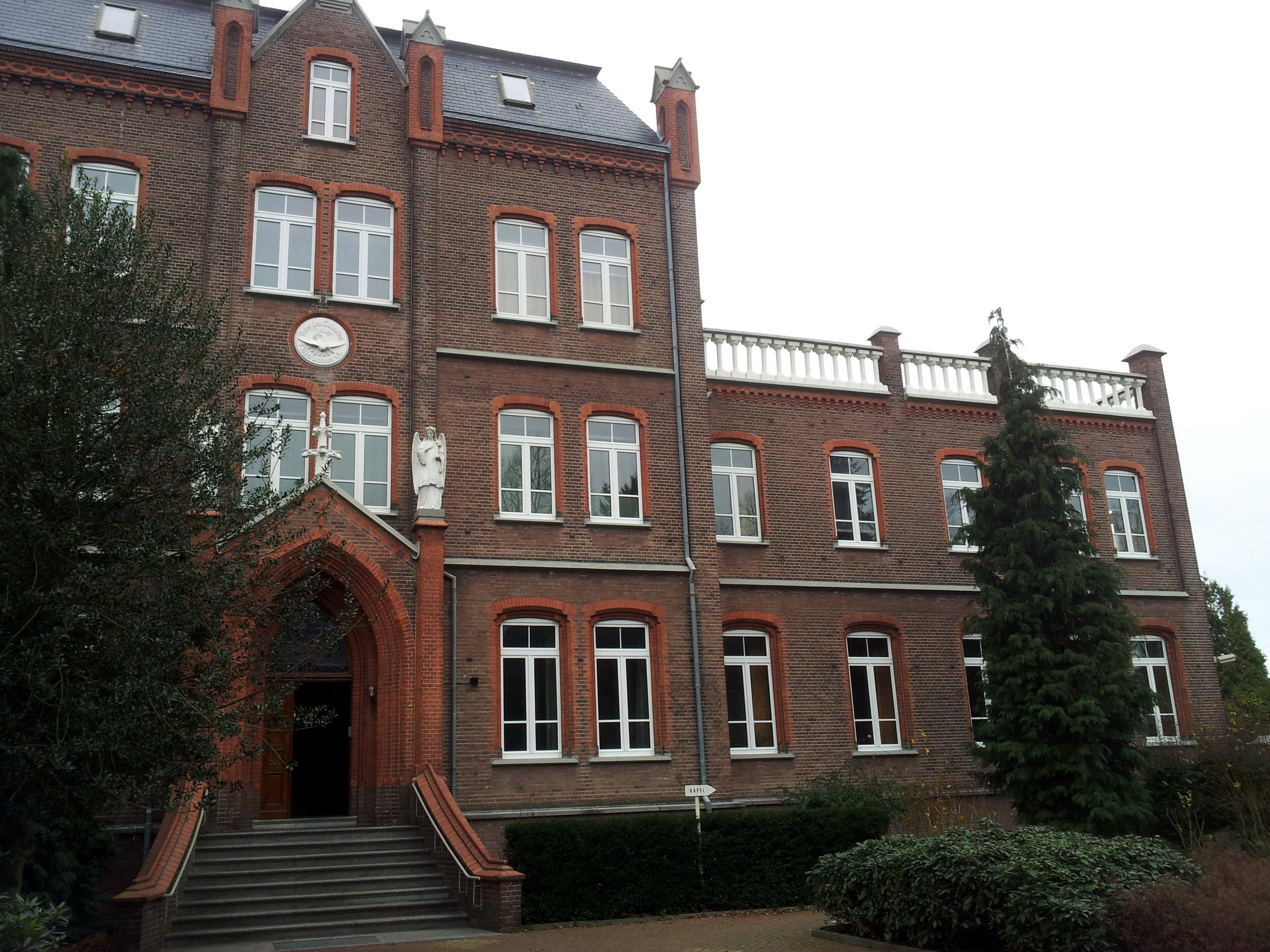
Entreegebouw en noordvleugel
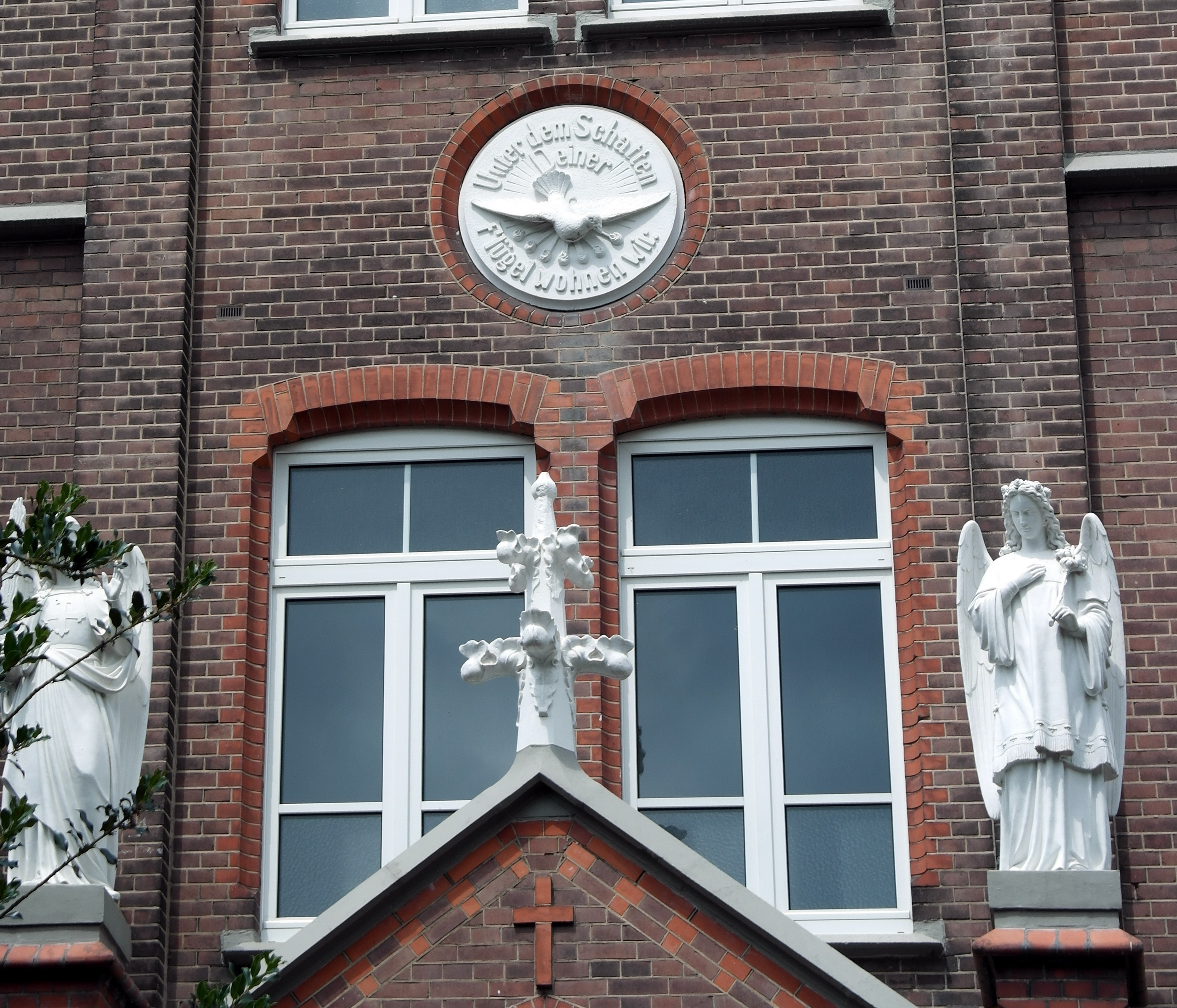
Detail entreegebouw met sculpturen
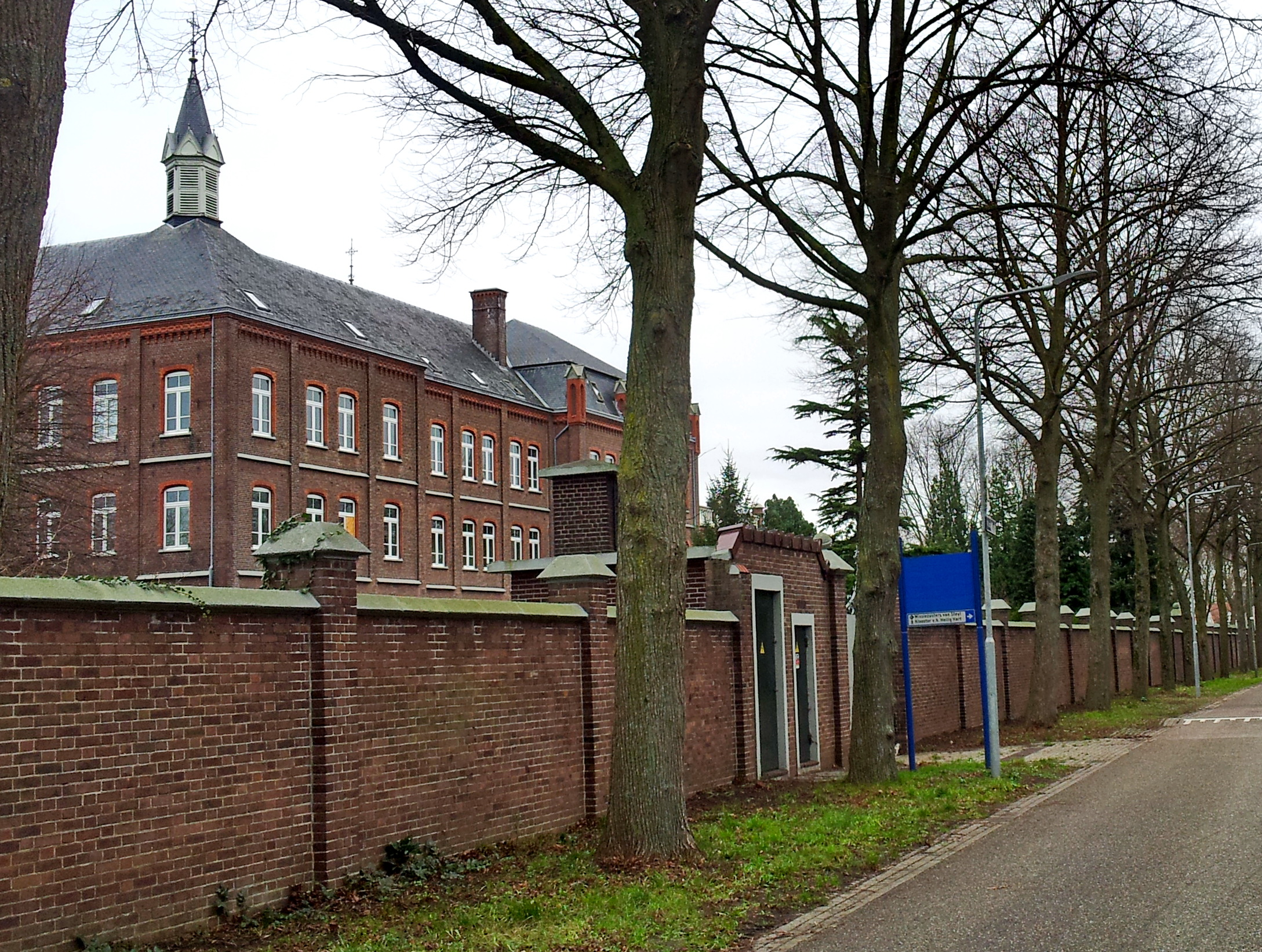
Zuidvleugel vanaf de Kloosterstraat
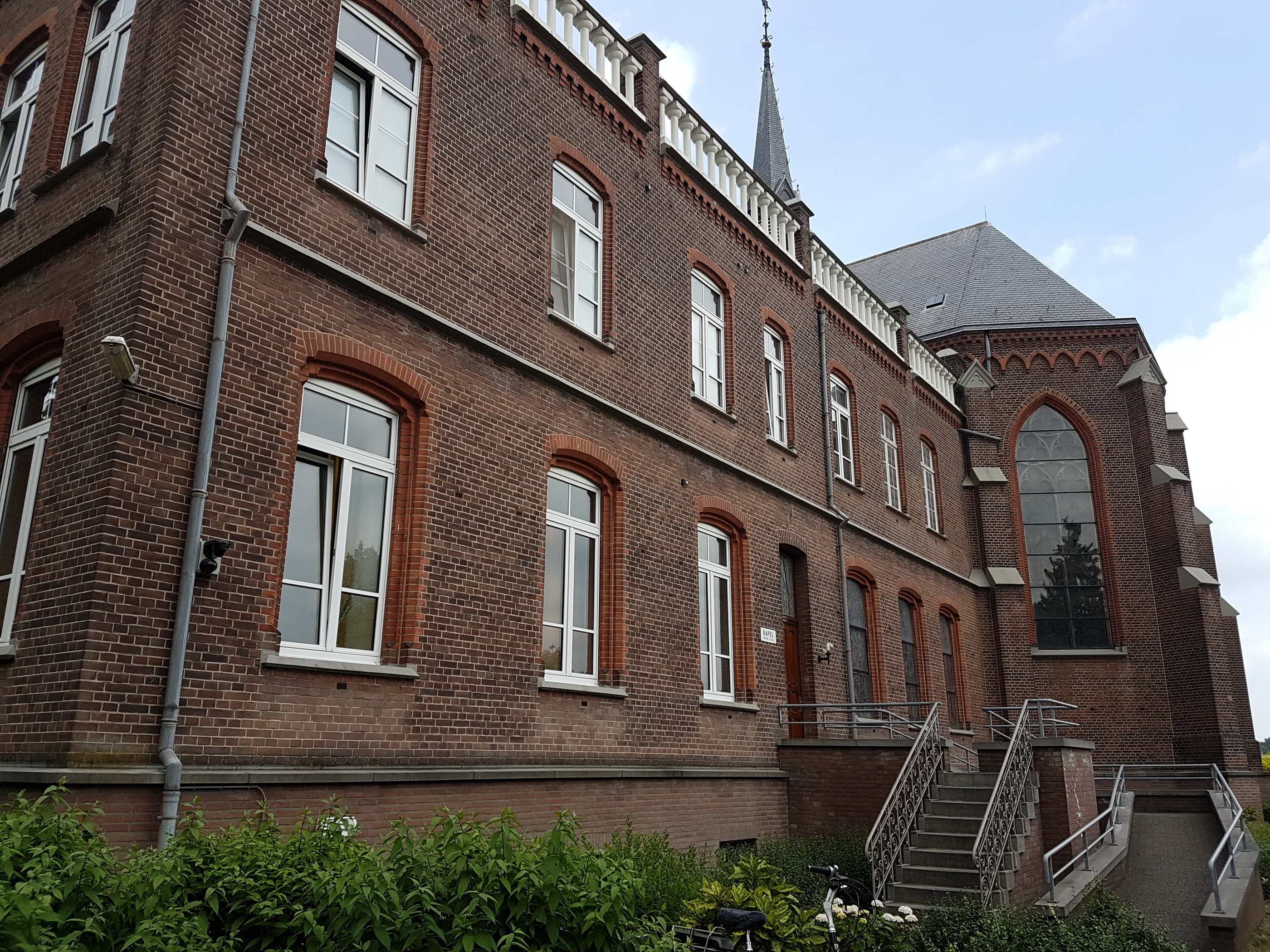
Noordvleugel en kloosterkapel

## Kloostertuin
De kloostertuin van het Heilige Geestklooster bestaat uit twee ommuurde tuinen aan weerszijden van de Kloosterstraat. De bakstenen kloostermuur wordt op regelmatige afstanden onderbroken door kolommen, die hoger en breder zijn dan de muur. Zowel de muur als de kolommen zijn afgedekt met natuursteen. Halverwege de muur aan de Kloosterstraat bevindt zich de grote toegangspoort met smeedijzeren hekwerk. Door het hoogteverschil tussen de straat en het kloostercomplex is de toegangsweg naar de hoofdingang opgehoogd en aan de linkerzijde voorzien van een muur die als borstwering fungeert.

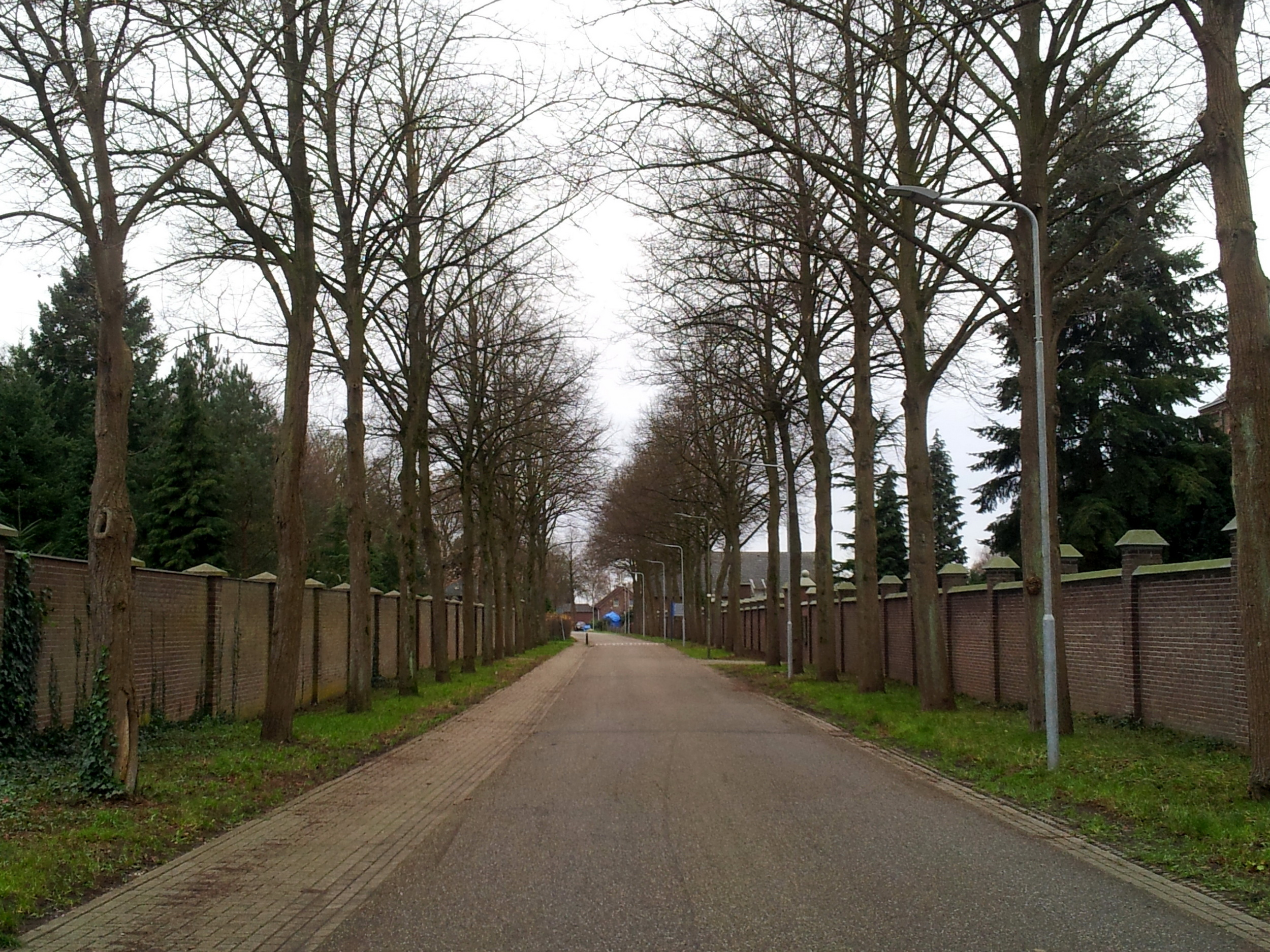
Kloosterstraat en kloostermuren. Links de kerkhofmuur

Het gedeelte van de kloostertuin rondom het klooster ligt in het Maasveld, het terrein van een voormalige steenfabriek. Deze goed verzorgde tuin in landschapsstijl dateert van rond 1914 en wordt gekenmerkt door slingerende paden, een centraal gazon en gevarieerde beplantingsstroken met voornamelijk heesters en enkele monumentale bomen. Opvallende bomen zijn Japanse honingboom, Japanse kers, hemelboom, Amerikaanse eik, tamme kastanje, witte paardenkastanje, boomhazelaar, walnoot, Noorse esdoorn, witte esdoorn en suikeresdoorn. De voormalige moestuinen en fruitboomgaarden zijn tegenwoordig enigszins verwaarloosd, hoewel er recent ook een nieuwe boomgaard is aangeplant.
In het park bevinden zich diverse heiligenbeelden en andere devotionalia, die getuigen van het Rijke Roomse Leven. Voorbeelden zijn een Lourdesgrot met beelden van Maria en Bernadette Soubirous, een kruisweg met veertien tegen de kloostermuur geplaatste staties van gele steen, een beeldengroep van een engelbewaarder en een kind op een rots, een Mariabeeld op sokkel, een beeld van Sint-Jozef, een reliëf van de Heilige Geest en een borstbeeld van Arnold Janssen op een terrazzo sokkel. Aan de noordwestzijde ligt een ovaal rozenperk met een Heilig Hartbeeld.
Aan de andere kant van de Kloosterstraat ligt de ommuurde begraafplaats, die via een tunnel onder de straat door is te bereiken. De begraafplaats is geometrisch en symmetrisch ingericht. De beplanting bestaat onder andere uit zilverlinde, zomerlinde, witte paardekastanje, hulst, rhododendron en diverse coniferen. De iets verdiepte paden zijn deels afgezet met misbaksels van baksteen uit de nabije steenfabrieken en vuursteenknollen, zoals die ook elders in de kloostertuinen van Steyl zijn toegepast. Aan de zuidoostzijde wordt de begraafplaats afgesloten door een verhoogd gelegen Calvariegroep omgeven door coniferen.

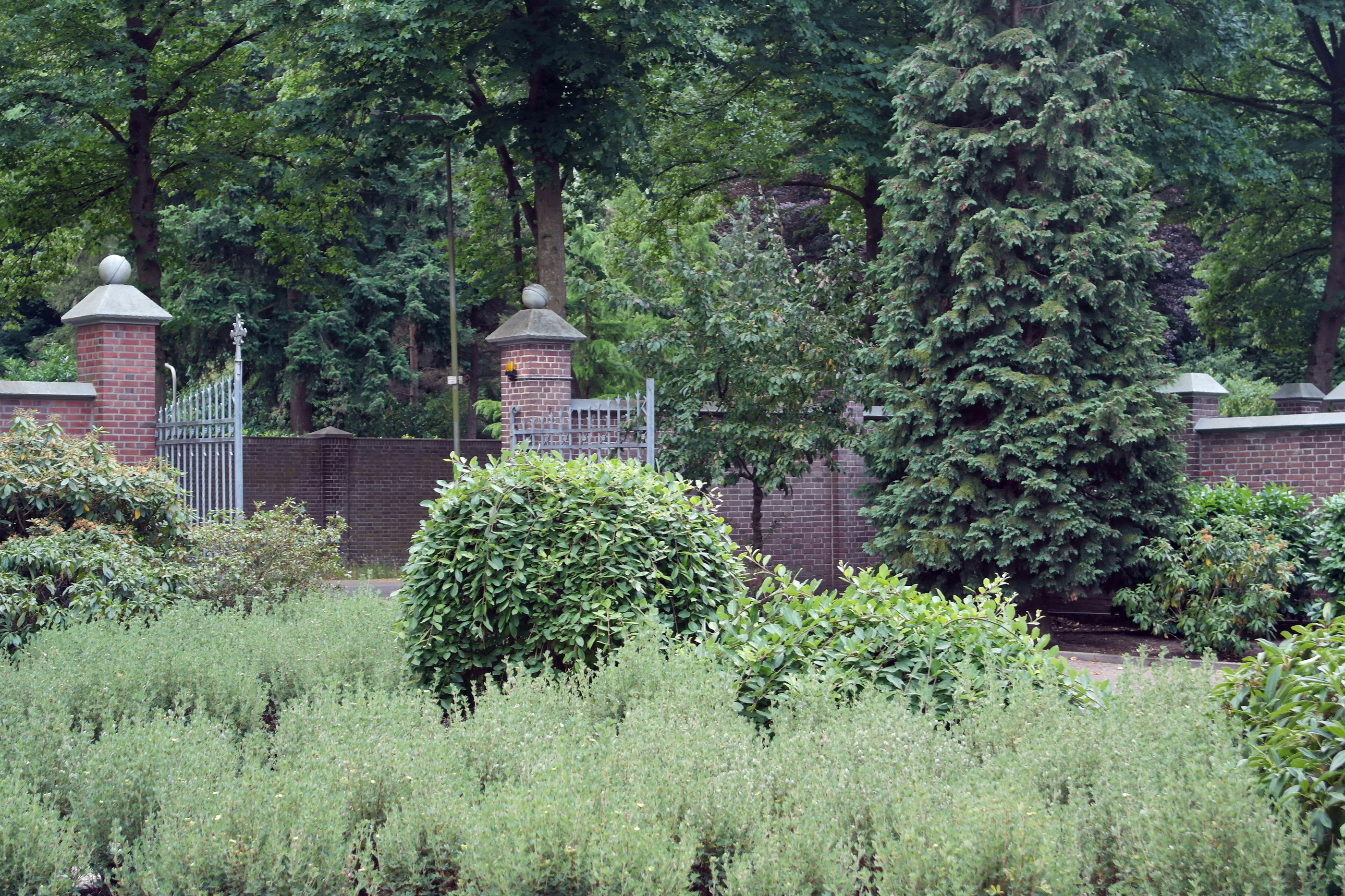
Voortuin en kloosterpoort
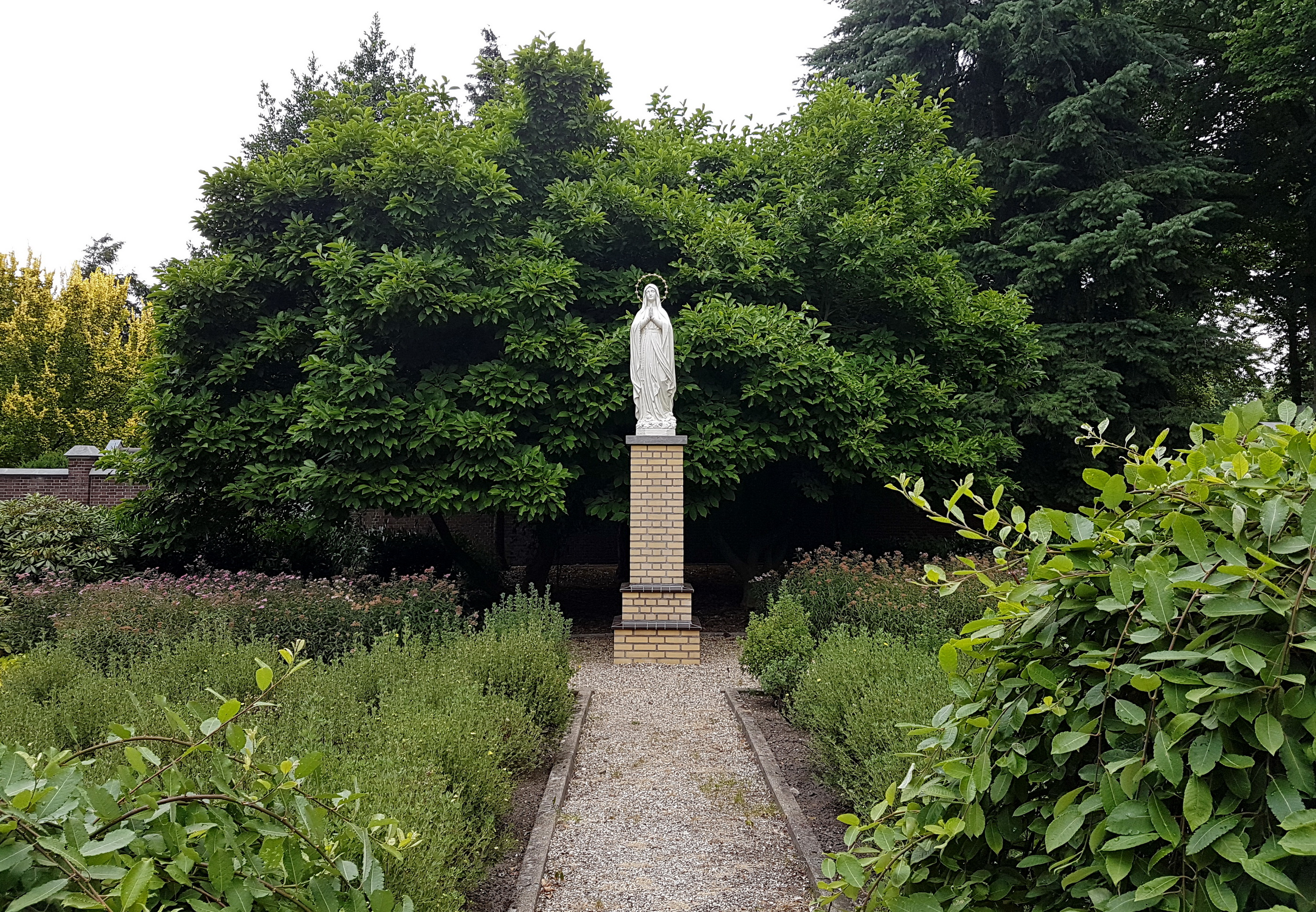
Mariabeeld in voortuin
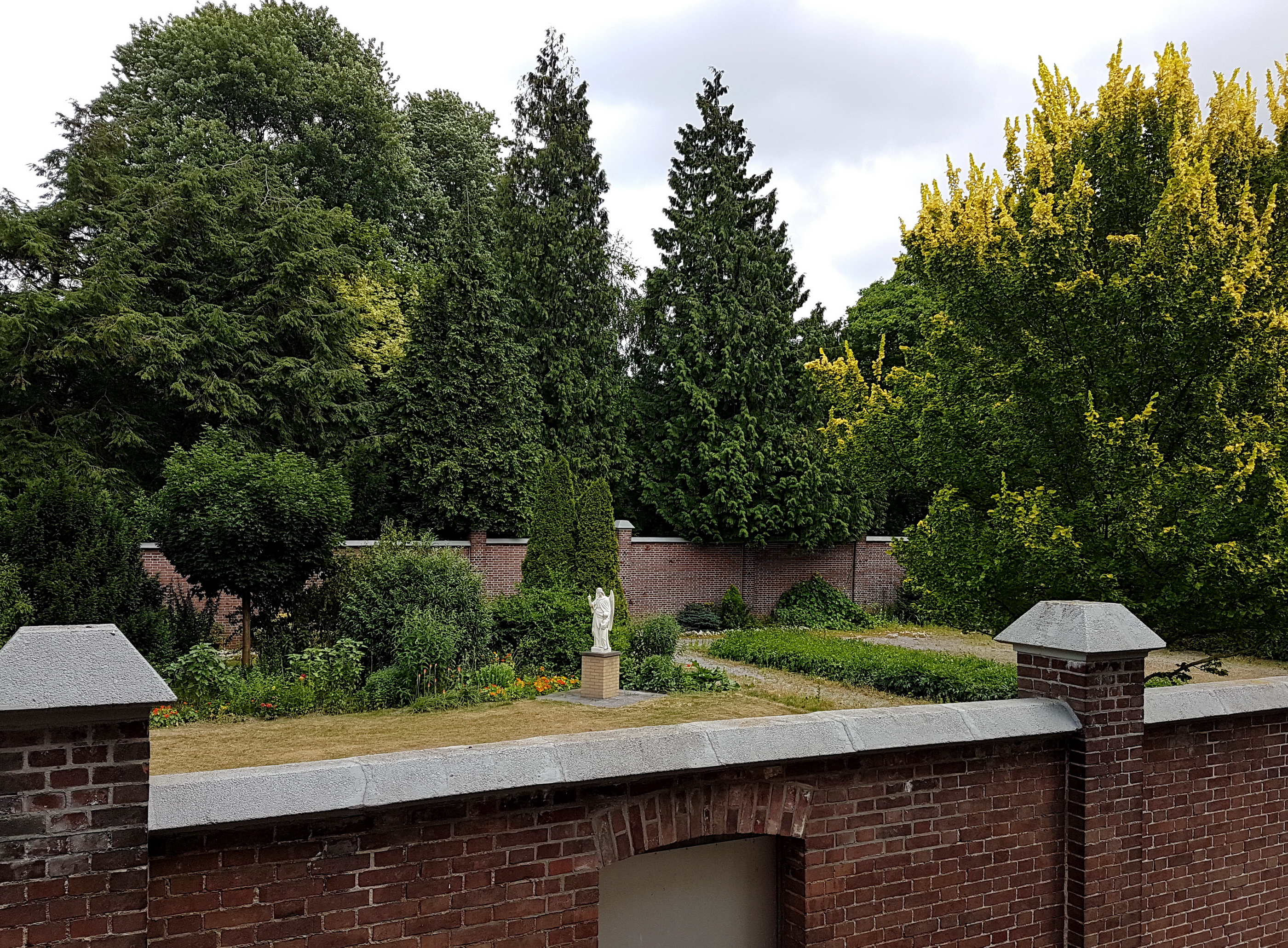
Noordelijk tuindeel met beeld engelbewaarder
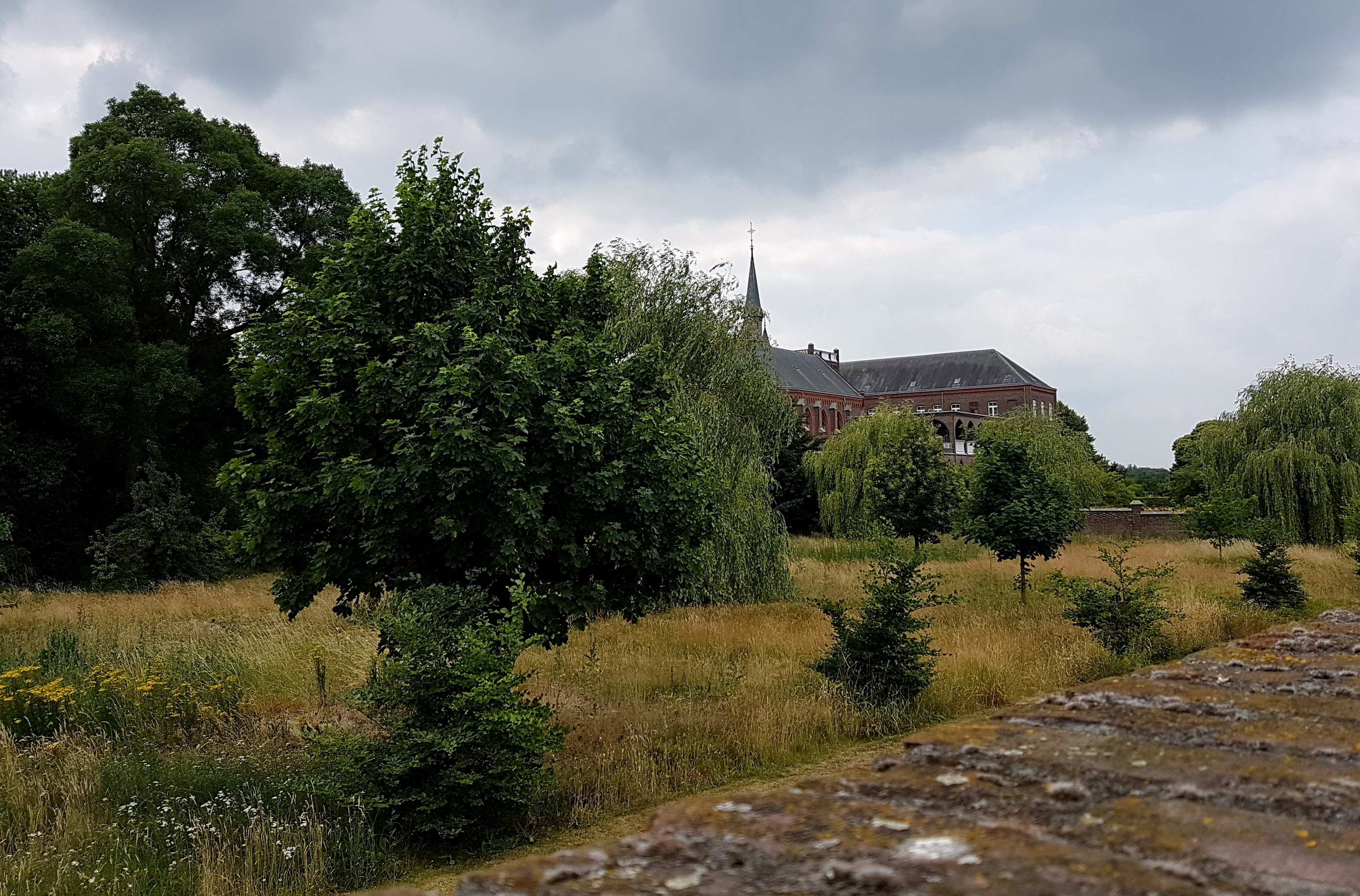
Verwaarloosde boomgaard